# Kompassi
Kompassi är en stadsdel i distriktet Kesklinn i Estlands huvudstad Tallinn. Befolkningen uppgick till 1 992 invånare i januari 2017, på en yta av 0,13 kvadratkilometer.
Stadsdelen ligger i Tallinns moderna centrum öster om den medeltida innerstaden. Här ligger bland annat Estlands brandförsvarsmuseum och Tallink City Hotel.